# アデーレ・ブロッホ＝バウアー

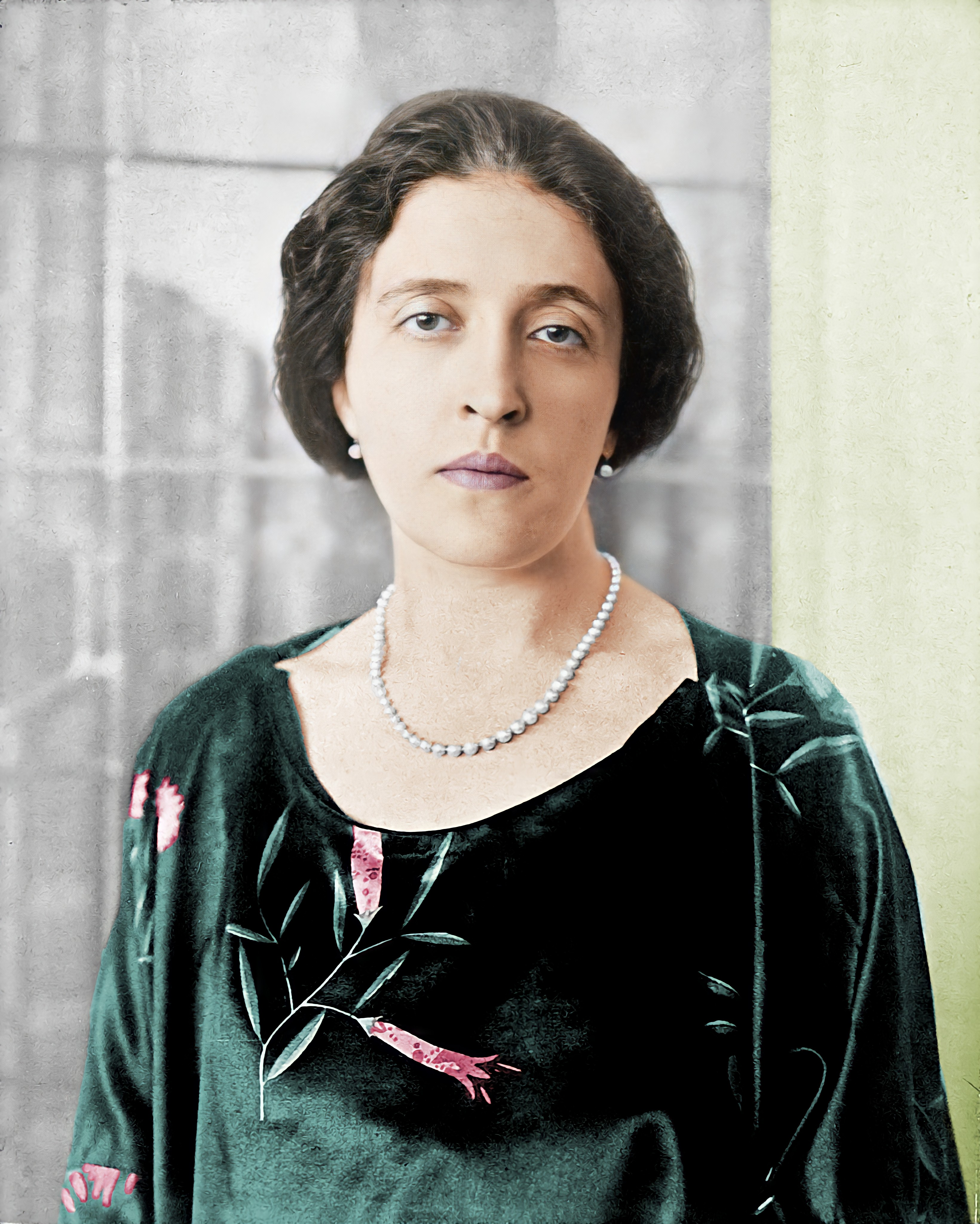
アデーレ・ブロッホ＝バウアー（Adele Bloch-Bauer)、1912年

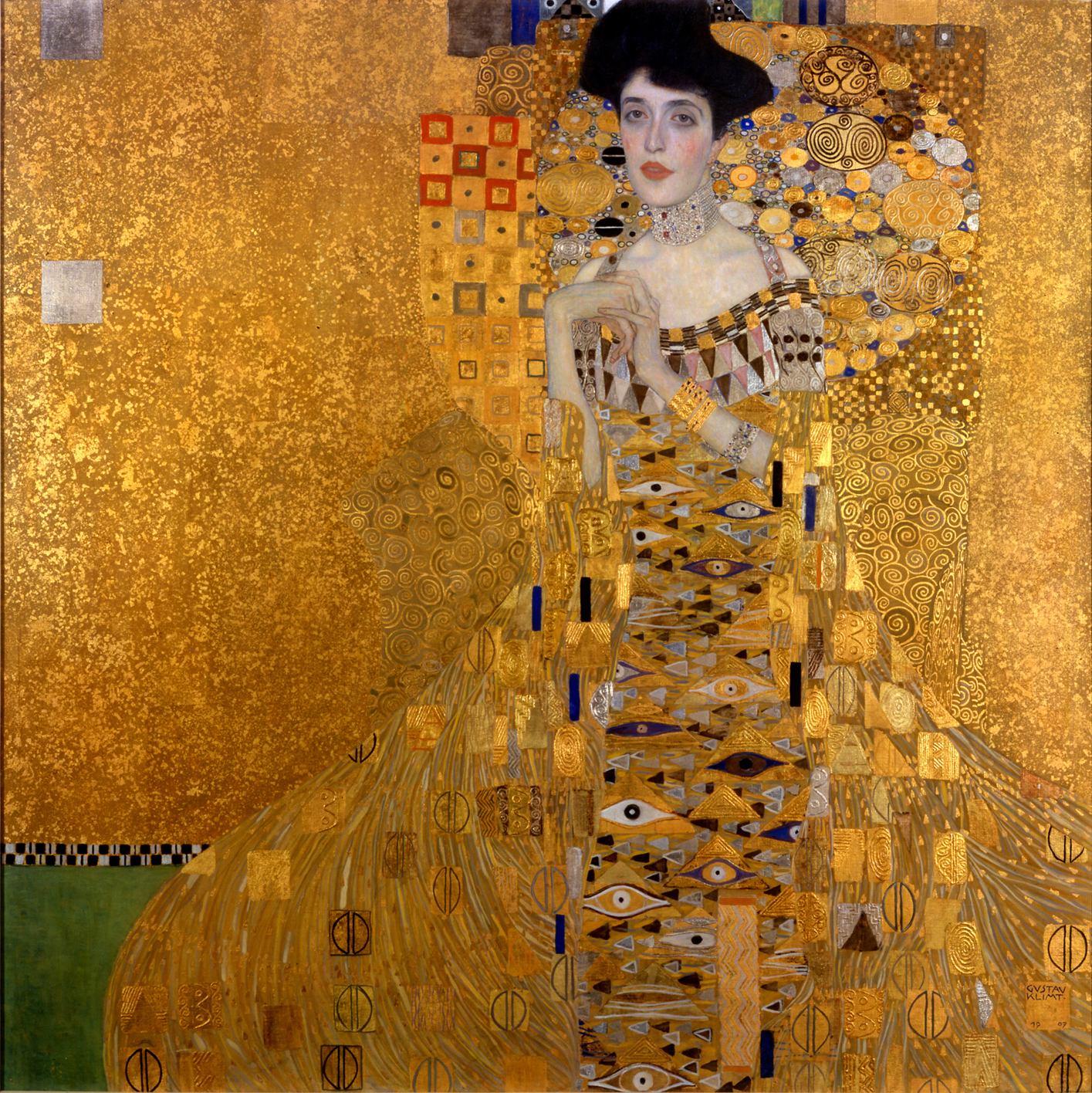
『アデーレ・ブロッホ＝バウアーの肖像 I』グスタフ・クリムト画、1907年

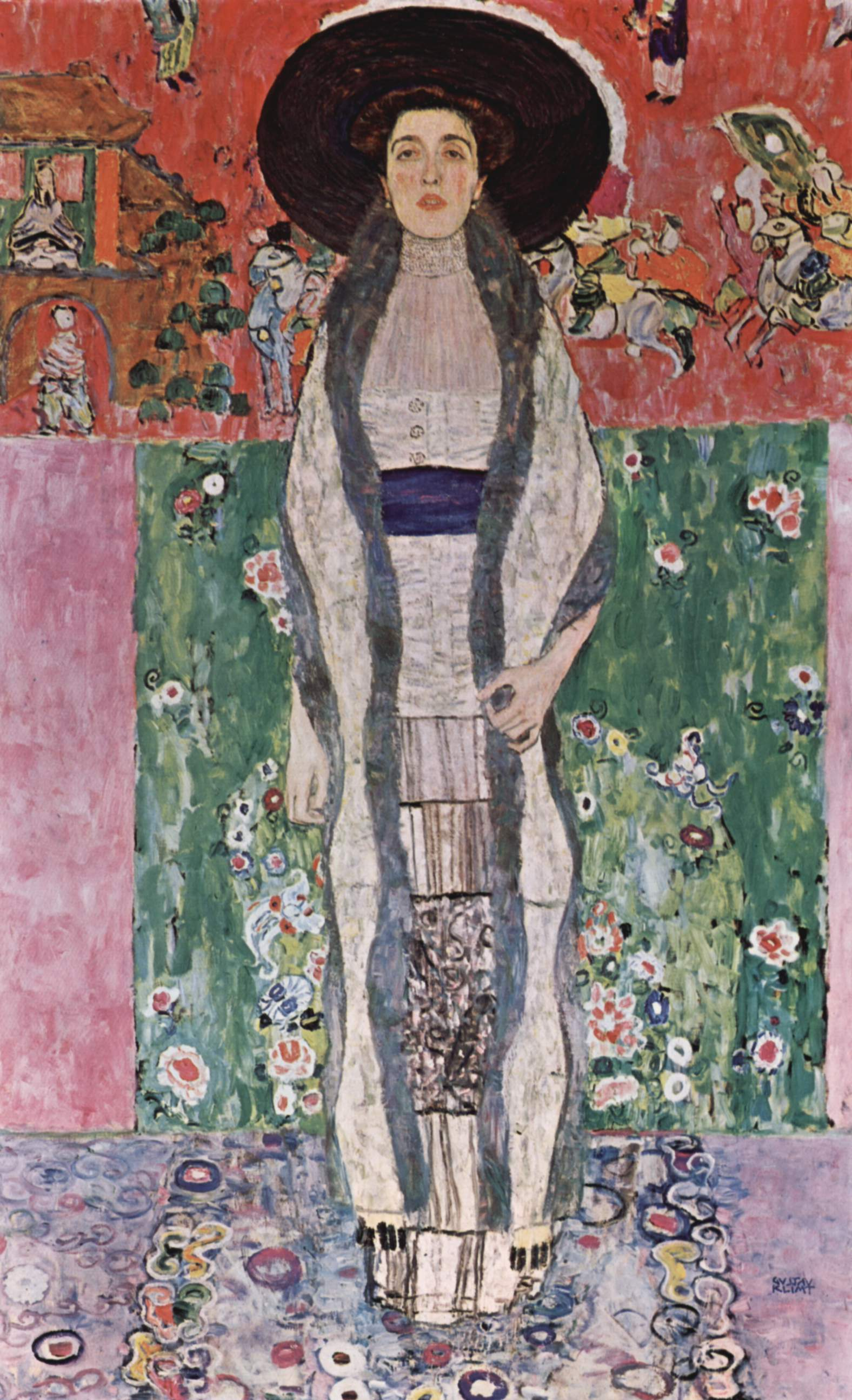
『アデーレ・ブロッホ＝バウアーの肖像 II』グスタフ・クリムト画、1912年

アデーレ・ブロッホ＝バウアー（Adele Bloch-Bauer, 1881年8月9日 ウィーン - 1925年1月24日 ウィーン）は、オーストリアの実業家フェルディナント・ブロッホ＝バウアーの妻。1907年にグスタフ・クリムトに制作を依頼した『アデーレ・ブロッホ＝バウアーの肖像 I』（「黄金のアデーレ」）は、ウィーンのユーゲント・シュティール（世紀末芸術）を代表する芸術作品の1つとして知られている。

## 生涯
ユダヤ系の銀行家モーリッツ・バウアー（1840年 - 1905年）の娘で、1899年に同じユダヤ系の製糖工場の所有主フェルディナント・ブロッホと結婚、夫婦はブロッホ＝バウアー（Bloch-Bauer）の複合姓を名乗った。
アデーレのサロンにはウィーンのユダヤ系上流市民が集まり、芸術家、文筆家、カール・レンナーやユリウス・タンドラーといった社会民主党系の政治家が出入りした。ブロッホ＝バウアー夫妻はウィーン分離派の芸術家たちを支援したが、中でもグスタフ・クリムトはアデーレの肖像画を2度描いている。『アデーレ・ブロッホ＝バウアーの肖像 I』（1907年）と『アデーレ・ブロッホ＝バウアーの肖像 II』（1912年）である。
姪マリア・アルトマンの回想によると、彼女は「病がちで、特に偏頭痛に苦しめられており、ヘビースモーカーで、非常に華奢で、憂鬱症だった。顔立ちは理知的で、細長く、洗練されていた。傲岸不遜な性格で…常に観念的な思念を追求していた」。アデーレは1925年に髄膜炎で死去し、ウィーン・ジンマーリンク地区の火葬場付属墓地に葬られた。

## 肖像画
「黄金のアデーレ」の肖像画をめぐっては、オーストリア共和国政府と、同国に絵画の返還を求めるブロッホ＝バウアー夫妻の姪マリア・アルトマンおよびその共同相続人の間で、2006年に至るまで長い法廷闘争があった。法廷闘争の争点はアデーレの遺言であった。彼女は死後、夫に対し、自分を描いた作品についてはベルヴェデーレ宮殿美術館（オーストリア・ギャラリー）に寄贈するように言い残した。同美術館を経営するオーストリア政府は、この遺言を盾にこれらの絵画の合法的な所有権を主張した。
しかし夫のフェルディナントは、2枚の肖像画を寄贈するようにとの死んだ妻の遺言に関して、これらの肖像画の所有権は元々自分にあるとして、遺言を実行に移さなかった。1938年のアンシュルス後、アーリア化の動きの中で、絵画を含む財産を残して国外に逃れたフェルディナントは、自らの所有する絵画を政府へ寄贈する考えを取り消し、遺言で甥姪に相続させるとしたのである。こうした経緯から、法廷闘争は発生した。
その後、「黄金のアデーレ」はロナルド・ローダーに買い取られ、現在はニューヨークのノイエ・ガレリエに所蔵されている。

## 引用
1. ↑  Testament vom 19. Januar 1923